# 李唐賓 (唐朝)
李唐賓（9世纪—889年），陝州陝縣人，唐末將領。早期為黃巢部下尚讓的偏將，后因戰敗而歸降唐末軍閥朱溫，爲朱溫早期起家的重要將領。
李唐賓驍勇絕倫，擅長使用矛，在朱溫征討安師儒、秦宗權、朱瑄和時溥的戰鬥中立下大功，多與朱珍共同作戰，功績和治軍行兵都與之齊名。后李唐賓受朱溫密令調查朱珍，兩人產生矛盾，最終在攻打時溥時被朱珍所殺，朱珍也因此被朱溫所誅，兩人的地位被龐師古、霍存取代。

## 生平

### 追隨朱溫
早年是黃巢部下尚讓的偏將。中和三年（883年）四月，黃巢由藍關撤離長安。撤離長安后，黃巢軍和蔡州刺史秦宗權共圍陳州，驅趕虜掠百姓，將其殺害作爲軍糧，號為「舂磨寨」，期間李唐賓奉黃巢命焚毀陳州西闉。中和四年（884年）二月，尚讓率領驍騎五千人攻打繁臺，李唐賓、李讜和霍存等人跟從，与朱全忠战於尉氏門外。三月，瓦子寨被攻破，李唐宾和王虔裕投降朱全忠。之後的王滿渡之戰、王夏寨之戰，李唐賓都有參與。

### 雪日取滑
光啟二年（886年）十月，義成軍節度使安師儒治下發生兵變，朱全忠下令朱珍與李唐賓襲取滑州，兩人率領軍隊入境后遭遇大雪，但仍連續行軍至城下，百余雲梯並起，一舉攻陷滑州。

### 淄州募兵
光啟三年（887年）二月，當時秦宗權攻打夷門，朱珍承制為淄州刺史，受命前往淄州募兵，李唐賓同往，所到之处都能击败敌人。四月募兵歸來，朱全忠得此新軍，又聯合盟友天平軍節度使朱瑄、泰寧軍節度使朱瑾，連戰連捷，最終大破秦宗權。秦宗權自此衰弱轉爲守勢，朱全忠陸續占領其地盤。

### 濮州生隙
在秦宗權勢力衰落后，朱全忠開始圖謀占領兗州、鄆州，藉故和曾經的盟友朱瑄、朱瑾開戰，派朱珍、葛從周等將領前往作戰。期間朱珍曾失利退守濮州，未经禀报就派人自汴州接家眷到軍中。朱全忠很生氣，派人將朱珍妻子追回，殺死汴州的守門人，又命令蔣玄暉召回朱珍，以李唐賓接替朱珍，在館驛巡官敬翔的勸諫下，朱全忠擔心由此生變，派人追回蔣玄暉，繼續讓朱珍領兵。朱全忠暗中命令李唐宾监视朱珍的举动。朱珍果然起了疑心，十一月丙子（887年11月25日）晚上，朱珍召集部将在帐中喝酒，李唐宾疑其有异心，連夜斬關回汴州向朱全忠报告。朱珍知道後，也单骑緊隨其後奔回汴州。朱全忠两惜其材，都不加罪，將兩人遣回濮州。

### 攻陷盱眙
光啟三年九月甲戌（887年9月24日），淮南節度使高駢被牙將畢師鐸所殺，廬州刺史楊行密和秦宗權部將孙儒爭奪淮南，朝廷無法控制局勢。楊行密派使者向朱全忠求救，朝廷制授朱全忠為檢校太尉、侍中，兼揚州大都督府長史，充淮南節度觀察等使、行營兵馬都統。閏月甲寅，朱全忠奏請行營司馬李璠為權知淮南留後，派遣都將郭言領兵護送其赴揚州，支援楊行密。文德元年（888年），郭言、李唐賓沿淮河進兵，互爲犄角攻陷盱眙。后李璠、郭言在泗州為時溥所阻，而楊行密又已攻陷揚州，因而退軍而還。

### 進攻蔡州
文德元年三月，魏博兵亂，相州刺史樂從訓被圍於内黃，向朱全忠求援。朱全忠此時正在宋州準備攻打蔡州秦宗權，收到樂從訓求救后，朱全忠移兵滑州，派都押牙李唐賓率步騎三萬攻蔡州，另分兵派都指揮使朱珍從白馬渡河救援樂從訓，連續攻占黎陽、臨河、李固，抵達内黃，直到樂從訓被殺後班師，在此期間朱珍和李唐賓功勞相近。
五月，朱全忠進攻蔡州秦宗權，朱珍由西南攻破羊馬垣，李唐賓則從東北攻入。九月，天大雨，糧運不繼，班師而還，轉而攻打徐州時溥軍。

### 吳康之戰
九月丙申（888年10月10日），朱全忠派朱珍領兵五千聲稱送楚州刺史劉瓚回楚州。時溥軍攔截朱珍、劉瓚，雙方多次交戰。十一月，時溥親自率領步騎七萬人屯駐在豐縣南的吳康鎮，朱珍與之作戰，未能立即取勝，李唐賓率本軍出擊，於是大勝，攻陷豐縣、蕭縣。

### 蕭縣被害
龍紀元年（889年），朱珍攻占蕭縣，對抗感化节度使时溥，下命諸軍修葺馬廄以迎朱全忠，李唐賓裨将嚴郊怠惰不肯聽命，被軍候範權所責。李唐賓不服，反而前來理論，朱珍也大怒，拔劍將李唐賓斬殺于帳中，派騎兵向朱全忠報告李唐賓謀反。揚府左司馬敬翔，擔心朱全忠因怒倉促處置失當，於是留使者過夜再從容告知朱全忠。朱全忠聞知大驚，為李唐賓痛惜累日，在敬翔獻策下，佯稱將李唐賓妻兒下獄，並譴親使攜帶手書去前方慰撫，軍心才告安定。
七月，朱全忠前往蕭縣，離蕭縣一舍路時，朱珍帥將校出迎，朱全忠命武士將朱珍逮捕，責其擅殺之罪，令丁會行戮。霍存等數十將領叩頭為朱珍求情，朱全忠大怒，舉胡牀擲向諸將，說：“李唐賓被朱珍所殺時，你們怎麽不為他求情呢？”最終，朱珍因擅殺之罪被縊殺。朱珍被誅殺后，朱全忠令李唐賓妻兒到軍中收葬李唐賓，並加以吊祭。

## 评价
李唐賓以武勇聞名，史稱其“驍勇絕倫”，是朱溫帳下早期的重要將領，與朱珍齊名，兩人常并肩作戰。
薛居正《舊五代史·梁書·列傳十一》：“及取滑平蔡，前後破鄆、淮、徐之眾，功與朱珍略等，而驍勇絕倫，善用矛，未嘗不率先陷陣。其善於治軍行師之道，亦與珍齊名。”“每興師必與珍偕用，故往無不利，然而剛中用壯，遂為珍所害。”
歐陽修《新五代史·梁臣傳第九》：“梁兵攻掠四方，唐賓常與珍俱，與珍威名略等，而驍勇過之，珍戰每小却，唐賓佐之乃大勝。”
司馬光《資治通鑒》：“初，宣武都指揮使朱珍與排陳斬斫使李唐賓，勇略、功名略相當，全忠每戰，使二人偕，往無不捷，然二人素不相下。”

## 延伸阅读
[在维基数据编辑]
 《舊五代史·卷21》，出自薛居正《舊五代史》

### 引用
1. ↑  《舊五代史·梁書·列傳九·朱珍傳》：梁山之役，始與李唐賓不協。珍在軍嘗私迎其室於汴，而不先請，太祖疑之，密令唐賓察之，二將不相下，因而交諍。
2. ↑  《舊五代史·梁書·列傳十一·霍存傳》：初，朱珍、李唐賓之歿，龐師古代珍，存代唐賓，戰伐功績，多與師古同。
3. ↑  《舊五代史·梁書·太祖本紀一》：十一月，滑州節度使安師儒以怠于軍政，為部下所殺。帝聞之，乃遣朱珍、李唐賓襲而取之，由是遂有滑臺之地。
4. ↑  《舊五代史·梁書·列傳九·朱珍傳》：會滑州節度使安師儒戎政不治，太祖命珍與李唐賓率步騎以經略之。入境，遇大雪，令軍士無得休息，一夕馳至壁下，百梯並升，遂乘其墉，滑州平。
5. ↑  《資治通鑒·唐紀七十三》：朱全忠欲兼兗、鄆，而以朱瑄兄弟有功於己，攻之無名，乃誣瑄招誘宣武軍士，移書誚讓。瑄復書不遜，全忠遣其將朱珍、葛從周襲曹州，壬子，拔之，殺刺史丘弘禮。又攻濮州，與兗、鄆兵戰於劉橋，殺數萬人，朱瑄、朱瑾僅以身免。全忠與兗、鄆始有隙。
6. ↑  《資治通鑒·唐紀七十三》：珍使人迎其妻於大梁，不白全忠，全忠怒，追還其妻，殺守門者，使親吏蔣玄暉召珍，以漢賓代總其衆。館驛巡官馮翊敬翔諫曰︰「朱珍未易輕取，恐其猜懼生變。」全忠悔，使人追止之。
7. ↑  《舊五代史·梁書·列傳九·朱珍傳》：梁山之役，始與李唐賓不協。珍在軍嘗私迎其室於汴，而不先請，太祖疑之，密令唐賓察之，二將不相下，因而交諍。
8. ↑  《舊五代史·梁書·列傳九·朱珍傳》：梁山之役，始與李唐賓不協。珍在軍嘗私迎其室於汴，而不先請，太祖疑之，密令唐賓察之，二將不相下，因而交諍。唐賓夜斬關還汴以訴，珍亦棄軍單騎而至，太祖兩惜之，故不罪，俾還於師。
9. ↑  《資治通鑒·唐紀七十三》：珍果自疑，丙子夜，珍置酒召諸將。唐賓疑其有異圖，斬關奔大梁，珍亦棄軍單騎繼至。全忠兩惜其才，皆不罪，遣還濮州，因引兵歸。
10. ↑  《舊五代史·梁書·太祖本紀一》：是時，揚州節度使高駢為裨將畢師鐸所害，復有孫儒、楊行密互相攻伐，朝廷不能制，乃就加帝檢校太尉，兼領淮南節度使。
11. ↑  《舊唐書·本紀第十九下》：秦彥引孫儒之兵攻廣陵，行密遣使求援于朱全忠。制授全忠檢校太尉、侍中，兼揚州大都督府長史，充淮南節度觀察等使、行營兵馬都統。
12. ↑  《舊唐書·本紀第十九下》：汴將李璠率師至淮口以援之。
13. ↑  《舊五代史·梁書·太祖本紀一》：閏月甲寅，帝請行營司馬李璠權知淮南留後，乃遣大將郭言領兵援送以赴揚州。
14. ↑  《舊五代史·僭偽列傳一》：行密既有廣陵，遣使至大梁，陳歸附之意。是時，梁祖兼領淮南，乃遣牙將張廷範使於淮南，與行密結盟，尋遣行軍司馬李璠權知淮南留後，令都將郭言以兵援送。
15. ↑  《舊五代史·梁書·太祖本紀一》：文德元年正月，帝率師東赴淮海，行次宋州，聞楊行密已拔揚州，遂還。是時，李璠、郭言行至淮上，為徐戎所扼，不克進而還。
16. ↑  《資治通鑒·唐紀七十三》：朱全忠裹糧於宋州，將攻秦宗權；會樂從訓來告急，乃移軍屯滑州，遣都押牙李唐賓等將步騎三萬攻蔡州，遣都指揮使朱珍等分兵救樂從訓。
17. ↑  《舊五代史·梁書·太祖本紀一》：弘信旣立，遣使送款于汴，帝優而納之，遂命班師。
18. ↑  《舊五代史·梁書·太祖本紀一》：九月，以糧運不繼，遂班師。是時，帝知宗權殘孽不足為患，遂移兵以伐徐。
19. ↑  《舊五代史·梁書·列傳九·朱珍傳》：進軍蔡州，營其西南，既破羊馬垣，遇雨班師。
20. ↑  《資治通鑒·唐紀七十三》：丙申，遣朱珍將兵五千送楚州刺史劉瓚之官。
21. ↑  《資治通鑒·唐紀七十三》：十一月，時溥自將步騎七萬屯吳康鎭，朱珍與戰，大破之。
22. ↑  《舊五代史·梁書·列傳九·朱珍傳》：珍以兵援劉讚，赴楚州，至襄山南，遇徐戎扼其路，珍乃攻豐，下之。
23. ↑  《資治通鑒·唐紀七十三》：十一月，時溥自將步騎七萬屯吳康鎭，朱珍與戰，大破之。
24. ↑  《舊五代史·梁書·列傳九·朱珍傳》：時溥乃以全師會戰於豐南吳康裏，珍乃收豐，破其三萬餘眾。
25. ↑  《舊五代史·梁書·列傳九·朱珍傳》：龍紀初，與諸將屯於蕭縣，以禦時溥，珍慮太祖自至，令諸軍葺馬廄以候巡撫，李唐賓之裨將嚴郊獨慢焉，軍候範權恃珍以督之。
26. ↑  《新五代史·梁臣傳第九》：“太祖遂徑往蕭縣，距蕭一舍，珍率將校迎謁，梁祖令武士執之，責其專殺，命丁會行戮。”
27. ↑  《新五代史·梁臣傳第九》：“諸將霍存等十餘人叩頭救珍，太祖大怒，舉胡牀擲之曰：「方珍殺唐賓時，獨不救之邪！」”